# Tanaka Shōzō

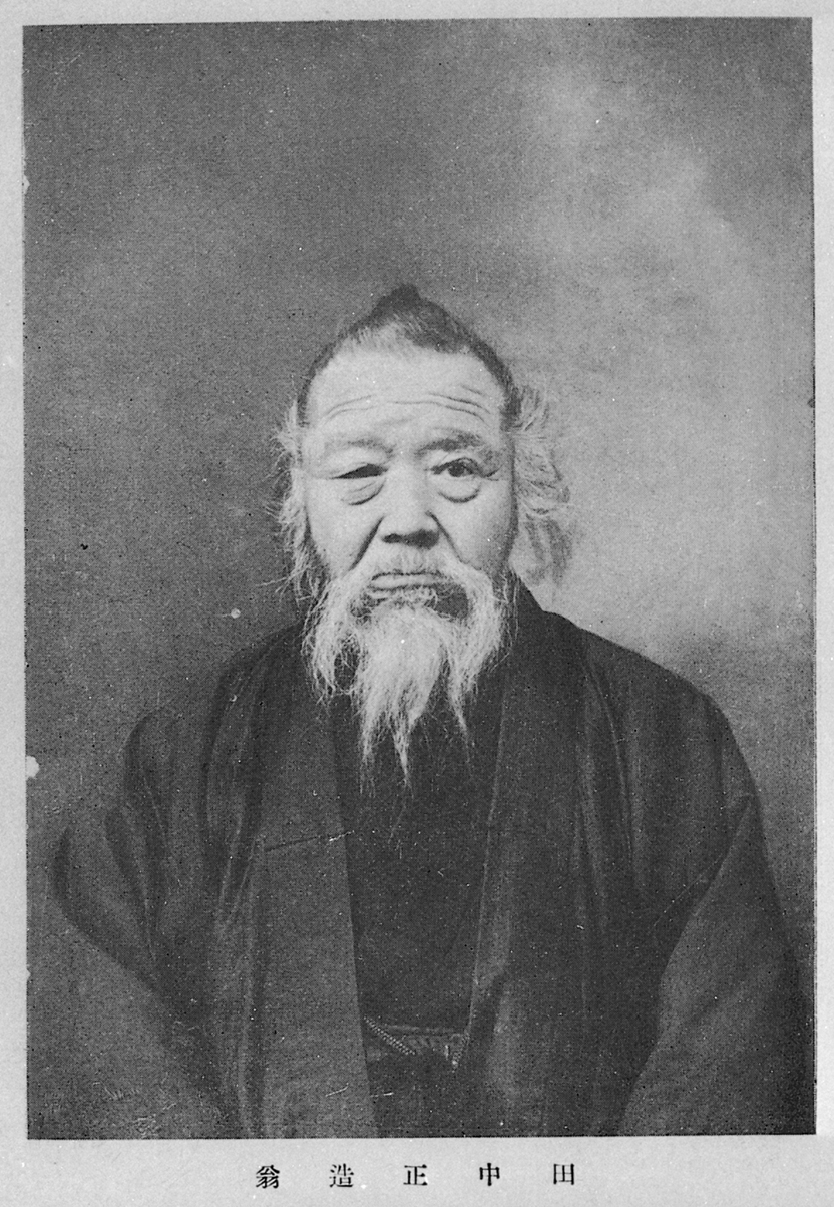
Tanaka Shōzō

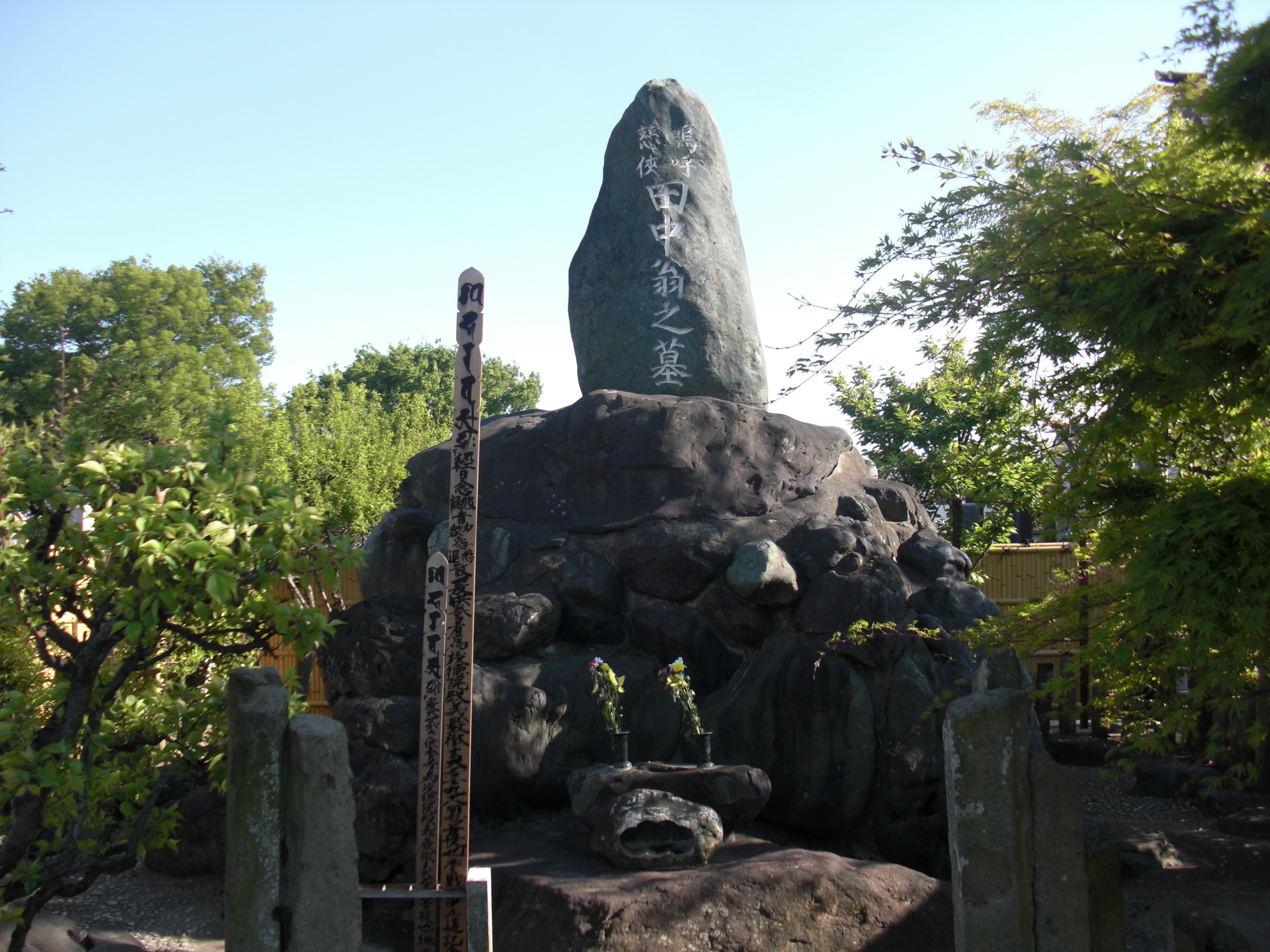
Tanakas Grab (Sōshū-ji)

Tanaka Shōzō (japanisch 田中 正造; geb. 3.11.Tenpō 12/gregorianisch 15. Dezember 1841 in Konaka in der Provinz Shimotsuke, der heutigen Präfektur Tochigi; gest. 4. September 1913) war ein japanischer Politiker, vor allem aber ein bedeutender Umweltschützer während der Meiji-Zeit.

## Leben und Werk
Tanaka Shōzō wurde im Dorf Konaka, heute als Konakachō ein Ortsteil der Stadt Sano in Tochigi, als Sohn des Dorfältesten (japanisch 名主 Nanushi) geboren und war ab 1857 selbst Dorfältester. 1880 wurde er Mitglied der Präfekturversammlung (kenkai) von Tochigi und wurde 1886 deren Präsident (gichō). Er setzte sich ein für das Volksrecht und formulierte dies in Beiträgen, die er für die von ihm gegründete Zeitung Tochigi Shimbun schrieb. Er griff u. a. die rücksichtslos durchgeführten öffentlichen Arbeiten des Gouverneurs Mishima Michitsune (1835–1888) an und kam für einige Zeit ins Gefängnis.
Bei den ersten Wahlen zum Unterhaus des Reichstags 1890 gewann Tanaka als Mitglied der Partei Rikken Kaishintō (立憲改進党) im 3. Wahlkreis von Tochigi einen Sitz. In den 1890er Jahren setzte er seine ganze Kraft ein, um die durch das Ashio-Kupferbergwerk verursachte Umweltverschmutzung zu bekämpfen. Er verfolgte dabei zwei Prinzipien: Landwirtschaft als Lebensbasis ist wichtiger als Industrialisierung, und unter keinen Umständen dürfen Menschen durch die Industrialisierung zu Schaden kommen. 1897 erließ die Regierung zwar Vorschriften zur Umweltkontrolle, aber diese erweisen sich als nicht sehr effektiv. 1901 verließ er enttäuscht den Reichstag, unternahm aber zwei Monate später einen letzten Anlauf, das Gewissen der Nation aufzurütteln, indem er versuchte, eine Bittschrift in die Kutsche des Kaisers zu werfen, als dieser auf dem Wege zurück von der Eröffnung des Reichstags war. Tanaka wurde festgenommen, kam aber bald wieder frei.
Dieser Zwischenfall beendete Tanakas Karriere auf nationaler Ebene, aber er setzte seinen Kampf für die Lebensbedingungen der Bauer in seiner Heimat fort. 1903 legte die Regierung einen Plan vor, den öfters Hochwasser führenden Fluss Watarase durch ein anzulegendes Staubecken zu kontrollieren, was aber den Abriss des Dorfes Yanaka voraussetzte. Tanaka unterstützte die Bauern bei den Protesten gegen das Vorhaben, aber man konnte nicht verhindern, dass der Plan 1907 umgesetzt wurde.
Während dieser Jahre änderte sich Tanakas Weltbild beträchtlich. Er begann, sich selbst als Bauer zu fühlen, lernte von ihrer einfachen Sicht aufs Leben und von ihrem stillen Durchhaltevermögen. Sein Einsatz für die die Bewahrung der Natur wurde zeit seines Lebens kaum gewürdigt, ist aber bis heute unvergessen.